# SS Taurus
SS Taurus byl parník vybudovaný roku 1853 v loděnicích William Denny & Co. v Dumbartonu pro rejdařství Cunard Line. Loď o hrubé prostornosti 1 126 BRT byla spuštěna na vodu 21. února 1853 a 6. července téhož roku vyplula na svou první plavbu na trase Liverpool-New York. V roce 1854 sloužil v krymské válce jako transportní loď. V roce 1959 byl prodán do Španělska.